# Radions symfoniorkester, Finland
Radions symfoniorkester (finska: Radion sinfoniaorkesteri, engelska: Finnish Radio Symphony Orchestra (FRSO)), är den finländska radions (Yle) symfoniorkester baserad i Helsingfors. Den grundades 1927 och finansieras genom radiolicensen.

## Chefsdirigenter
- Toivo Haapanen (1929-1950)
- Nils-Eric Fougstedt (1950–1961)
- Paavo Berglund (1962–1971)
- Okko Kamu (1971–1977)
- Leif Segerstam (1977–1987)
- Jukka-Pekka Saraste (1987–2001)
- Sakari Oramo (2003–2012)
- Hannu Lintu (2013–)